# Premi letterari italiani
I premi letterari rappresentano un riconoscimento dato a scrittori di poesia, di narrativa e di saggistica, da una giuria formata da "lettori eccellenti", i critici, che hanno la facoltà di giudizio sul valore di un'opera letteraria.
Dalle Panelleniche nel mondo greco, al Certame Coronario (1441) nell'Umanesimo italiano il sistema letterario ha sempre sentito la necessità di verifiche, di momenti in cui la produzione letteraria venisse selezionata e fatta rientrare in canoni ben precisi. 
In Italia la prima esplosione di premi avvenne durante il regime fascista nel tentativo di rinnovare e "bonificare",  seguendo le direttive di Benito Mussolini e Giuseppe Bottai, la cultura italiana.
Durante il Ventennio fascista furono fondati due dei premi letterari più noti, il premio Bagutta e il premio Viareggio.
Nel dopoguerra fu istituito il premio Strega, nel 1947. In questo periodo nasce anche il premio Pozzale Luigi Russo, nel 1948: un premio istituito per volontà di operai e contadini, in riferimento alla Resistenza italiana, al guardare avanti e alla ricostruzione, auspicando l'incontro tra intellettuali e lavoratori. Oggi il Premio Pozzale, per opere di narrativa e saggistica, individua nella "diversità" il tema di riflessione portante. Fecero poi seguito, nel 1952, il premio Bancarella e il premio Crotone e, nel 1959, il Premio Frignano, ripreso dal 2001 a cadenza annuale.
Nel 1962 fu istituito il premio Campiello.
Nel 1975 nascono il Premio Mondello e il Premio Nonino.
Nel 1983 nasce Il premio letterario "Mario Conti Premio Firenze" con il patrocinio del Comune di Firenze che come tradizione si svolge ad inizio Dicembre nel Salone dei Cinquecento di Palazzo Vecchio di Firenze.
Nel 1986 nasce il premio letterario Giuseppe Dessì nel paese di origine dell'omonimo scrittore sardo, Villacidro. Esso è dedicato ad autori di narrativa e poesia in lingua italiana. 
Nel 1989 a Varese un gruppo di amici dello scrittore Piero Chiara fonda il Premio Chiara, riservato a raccolte di racconti in lingua italiana, poi ramificatosi in vari altri riconoscimenti.
Durante il boom economico i premi letterari si moltiplicarono: accanto a premi ormai largamente rinomati per anzianità e prestigio,  esistono numerosissimi riconoscimenti, molti a carattere locale, nati per dare rilevanza alla cultura a al valore turistico del luogo, come il Premio Graziosi Terra degli aironi legato alla pianura padana.
Una particolarità dei nuovi premi è anche la moltiplicazione delle categorie e l'articolazione degli stessi, come avviene per il Premio Viareggio, in sottosezioni che nascono dalle sezioni classiche, cioè quelle di poesia, prosa e saggistica, oppure come avviene per il Premio Capri istituito nel 1984 ed articolato in sezioni di giornalismo, varia umanità, giovani, editoria. 
Il fiorire in Italia delle scuole creative sulla scia di quelle americane e della comparsa dei cosiddetti "Cannibali" hanno fatto aumentare quei premi o quelle sezioni rivolte espressamente ai giovani.
Questa moda è stata consacrata nel 1995 dal premio Campiello che ha istituito il "Campiello Giovani" che non è una sottosezione,  ma un vero concorso a parte dedicato ai giovani dai 15 ai 22 anni di età.
Moltiplicandosi i premi sono cambiate anche le tipologie della giuria e i metodi di selezione e di voto. Una modalità riguarda per esempio i premi alla carriera come nel caso del Festival internazionale di poesia civile di Vercelli che ogni anno premia i maggiori poeti mondiali, da Evgenij Aleksandrovič Evtušenko ad Adonis.
Spesso viene adottato dalle giurie un sistema misto che prevede un voto tecnico, riservato agli esperti, e un voto popolare.
La soluzione che ha adottato il Premio Grinzane Cavour prevede che la giuria tecnica individui sei opere, tre italiane e tre straniere, e una giuria formata da centoquarantatré studenti delle scuole medie superiori scelga i due vincitori. La stessa formula aveva adottato qualche anno prima il Premio "Città di Penne-Mosca" (premiopenne.it), attivo dal 1979, con diverse sezioni. La sezione dedicata alla narrativa è gemellata con il Premio Mosca, creato ad imitazione del Premio Penne, su iniziativa dell'allora ministro alla Cultura Evgheny Sidorov, che è ancora il presidente del premio: ogni anno giurie popolari, rispettivamente in Italia e in Russia, votano scegliendo tra i tre finalisti, proposti dalle giurie tecniche. I vincitori assoluti sono tradotti in russo e in italiano e l'anno successivo sono presentati a Mosca e a Penne.
Dal 2008 da una costola del Premio Mondello è nato il Mondello Giovani, una kermesse riservata agli scrittori under 35, con dibattiti, presentazioni di libri, tavole rotonde e confronti fra editori e giovani autori di narrativa.
Da menzionare anche il Premio di Letteratura Italiana Contemporanea, nato nel 2013 con lo scopo di dare spazio ad artisti potenzialmente emergenti.